# Distrito Municipal de Amathole
Amathole es un distrito municipal de Sudáfrica en la provincia de la provincia Oriental del Cabo
Comprende una superficie de 23.577 km².
El centro administrativo es la ciudad de East London.

## Demografía
Según censo 2001 contaba con una población total de 1 664 753 habitantes.